# Kani-Kéli
Kani-Kéli là một xã thuộc tỉnh hải ngoại Mayotte của Pháp, trên Ấn Độ Dương.